# Journée de Potsdam
 (mars 2018).

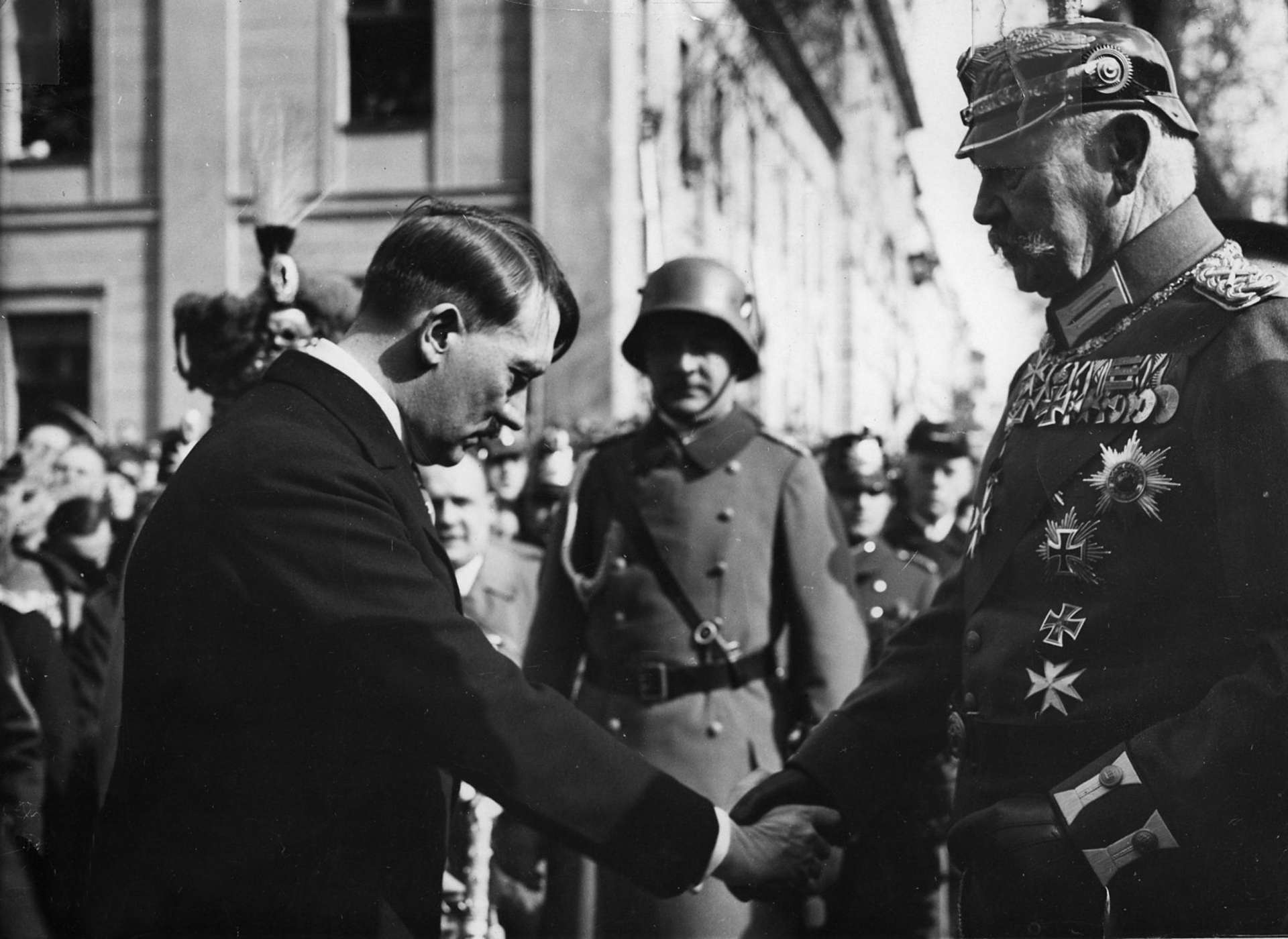
Hitler s'incline devant le maréchal Hindenburg pour l'accueillir devant l’église ; photo de presse, The New York Times.

La journée de Potsdam (en allemand : Tag von Potsdam) fut celle de la cérémonie officielle marquant l'ouverture de la nouvelle période de session du Reichstag de l'Allemagne nazie, le 21 mars 1933 dans l'église de la Garnison à Potsdam. Les neuvièmes élections fédérales allemandes eurent lieu le 5 mars 1933 ; à la suite du succès du parti nazi, son dirigeant et chancelier du Reich, Adolf Hitler, le cabinet et les députés du parlement ont été reçus par le président du Reich, maréchal Paul von Hindenburg. 
À cette date, sept semaines se sont écoulées depuis la désignation de Hitler à la fonction de chancelier (Machtergreifung) par Hindenburg. Son gouvernement de coalition de nazis et du parti national-conservateur a décidé de solenniser le début de la nouvelle législature pour attirer l'attention de l'opinion publique, notamment des cercles conservateurs et monarchiques, sur la prétendue succession continue et fidèle de toutes les traditions du Reich allemand. Sous la conduite de Joseph Goebbels, le ministère de l'Éducation du peuple et de la Propagande sut exploiter les événements à des fins de propagande. 

## Récit

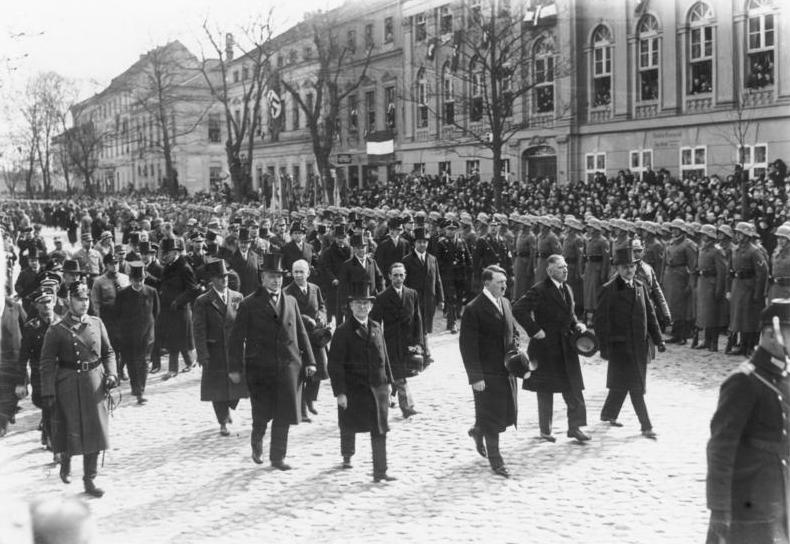
Hitler (au centre) et Papen (à sa gauche), suivis par Goebbels, se dirigent vers l'église de la Garnison à Potsdam.

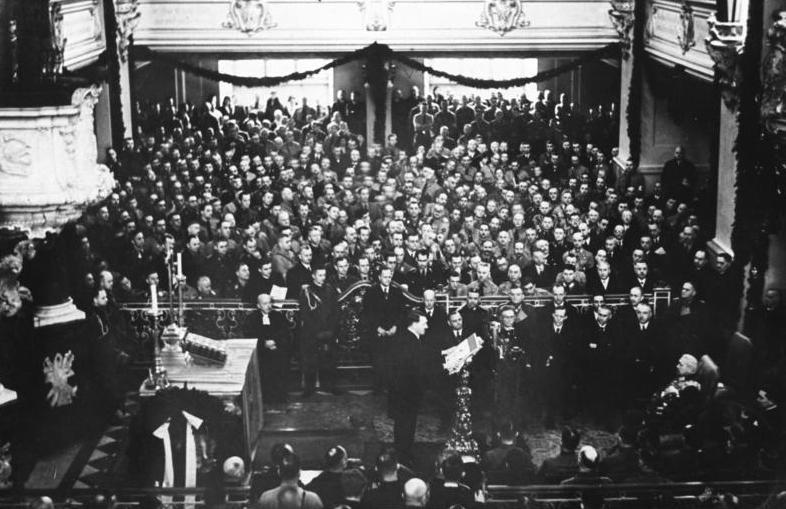
Hitler (debout au centre) prononce son discours à l'intérieur de l'église, devant Hindenburg (assis à droite).

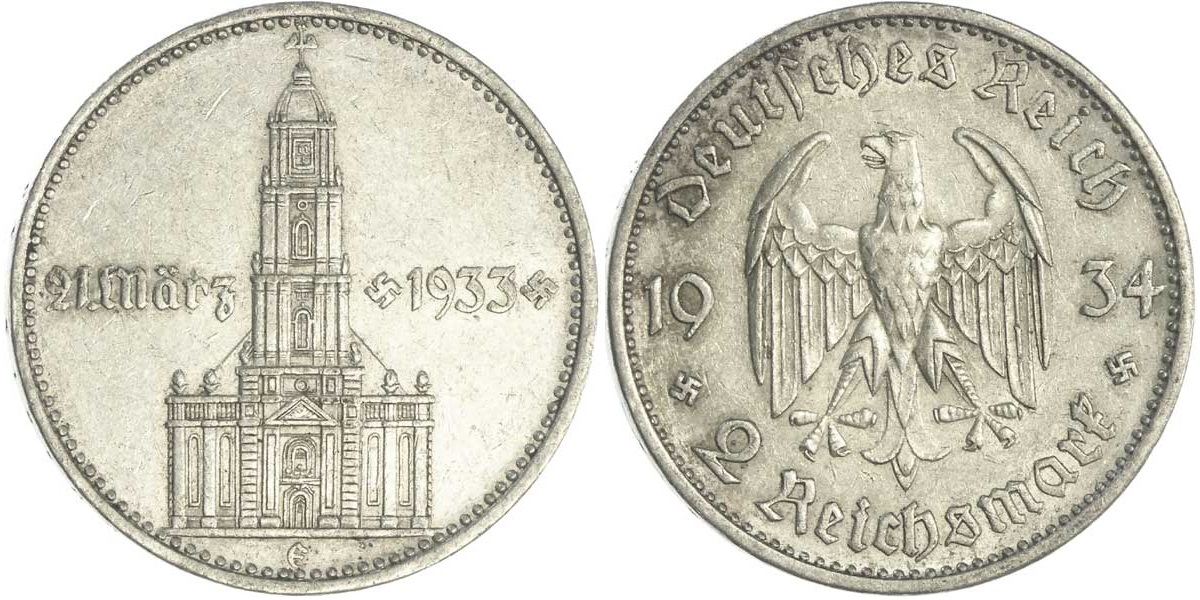
Reichsmark aigle « commémoration du serment du 21 mars 1933 en l’église de la Garnison de Potsdam ».

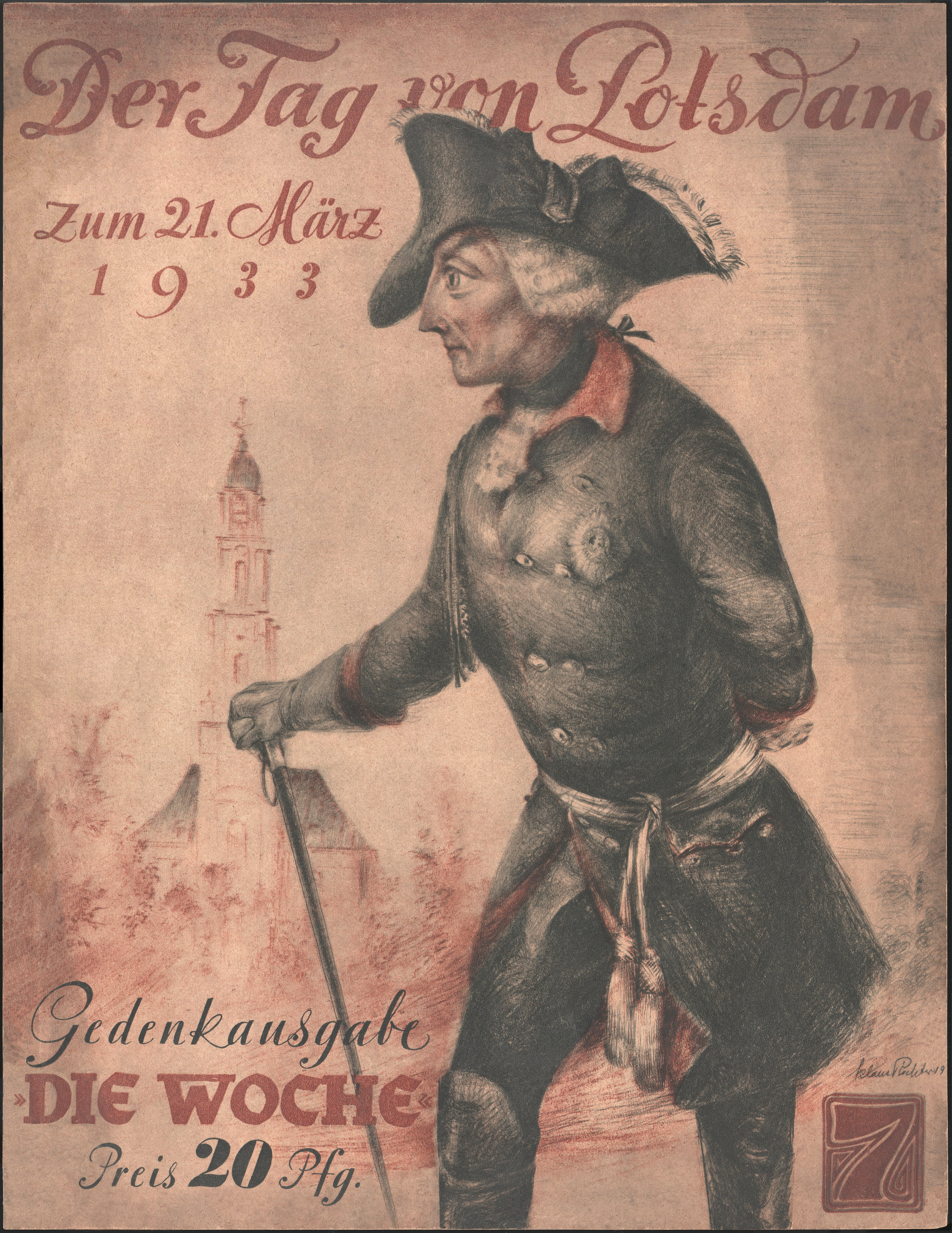
La journée de Potsdam en couverture du journal Die Woche (1899–1944). Elle présente un portrait de Frédéric II (roi de Prusse) par Klaus Richter. Mars 1933.

Ce cérémonial a été mis en place par le nouveau gouvernement Hitler et l'organisation de la cérémonie était de la responsabilité de Joseph Goebbels, ministre de la Propagande depuis 13 mars, mais également des administrations de la présidence du Reich et du Reichstag, des autorités militaires de la Reichswehr, le ministère de l'Intérieur, ainsi que de l'église protestante et l' église catholique en Allemagne. Rien ne fut laissé au hasard dans l'organisation de cette cérémonie et tout un côté symbolique s'y rattache : la continuité de l'Empire allemand d'avant la révolution de 1918-1919 et l'Allemagne de Hitler.
L'organisation de cette journée fait suite à l'incendie du Reichstag qui s'est produit dans la nuit du 27 au 28 février 1933 et pour lequel les nazis ont fait porter la responsabilité aux communistes. Le parlement devait se trouver un nouveau siège à l'opéra Kroll. Pour l'ouverture de la session, Potsdam fut donc choisi car c'est à cet endroit que se trouve l'église de la Garnison, sanctuaire de la tradition prussienne. Lors des élections du 5 mars, le parti nazi a remporté la majorité des sièges, sans obtenir toutefois la majorité absolue. Hitler envisage d'adopter la loi des pleins pouvoirs (Ermächtigungsgesetz) ; il a eu besoin du soutien non seulement des conservateurs du vice-chancelier Franz von Papen mais également du parti catholique du Zentrum afin de s'assurer que le projet serait adopté avec la majorité requise des deux tiers au parlement. 
Le 21 mars fut choisi pour tenir cette cérémonie car c'est à cette date qu'a eu lieu l'inauguration du premier Reichstag de l'Empire allemand par le chancelier Otto von Bismarck en 1871. Durant la cérémonie, Hindenburg a demandé aux membres du parlement de soutenir le jeune cabinet Hitler. Goebbels est d'avis, dans son journal, que le discours que Hitler fit par la suite, fut son meilleur depuis le début du NSDAP. Cette cérémonie fut suivie de la parade de l'armée (la Reichswehr) et de plusieurs organisations paramilitaires dont la SA et le Stahlhelm. La journée de Potsdam s'est terminée avant midi. C'est le lendemain que les deux premiers camps de concentration officiels furent établis à Dachau et à Oranienburg. Finalement, c'est deux jours plus tard que fut adoptée la loi des pleins pouvoirs, qui marqua le début de la dictature nazie.

## Commentaire d'historien
L'historien allemand Heinrich August Winkler s'exprime ainsi :
« Als Reichspräsident Hindenburg in der Garnisonkirche allein in die Gruft zum Sarg Friedrich des Großen hinunterstieg, um stumme Zwiesprache mit dem König zu halten, trat bei vielen Deutschen die gleiche patriotische Rührung ein, die seit Jahren die Fridericus-Filme aus Alfred Hugenbergs ‹Ufa› hervorriefen. Doch das alte Preußen erlebte am 21. März 1933 keine Auferstehung. Die neuen Machthaber nahmen nur seinen Mythos in Dienst, um ihrer Herrschaft den Schein einer noch höheren Legitimation zu verschaffen als jener, die sie am 5. März durch die Wähler empfangen hatten. »
« Lorsque Hindenburg, en tant que président du Reich, dans l’église de la Garnison, descendait seul dans la crypte de Frédéric le Grand pour s'entretenir avec lui dans un dialogue muet, le même attendrissement patriotique que celui entretenu, par les films sur Frédéric de la UFA d’Alfred Hugenberg, atteignait beaucoup d’Allemands. Mais la Vieille Prusse n'était en rien ressuscitée : les nouveaux hommes au pouvoir utilisaient simplement son mythe pour obtenir un certificat légitimant une domination encore plus grande que celle qui leur avait été donnée par les électeurs le 5 mars [précédent]. »